# Месијано (Пела)
Месијано (грч. Μεσιανό) је насељено место у општини Пела у периферији Средишња Македонија, Грчка. Према попису из 2021. године било је 265 становника.
Према бугарском географу и историчару, Василу Канчову, у Месијану је 1900. године живело 50 Рома. Село је било читлучко насеље у којем су живели и радили Роми. Пре Балканских ратова село је напуштено, али је касније насељено грчким избеглицама. На попису из 1928. године Месијано је имао 114 становника. Село се раније звало Чаушлијево.